# Muhtarhan Dildabekov
Muhtarhan Dildabekov (kazakul: Мұхтархан Ділдәбеков, oroszul: Мухтархан Кабланбекович Дильдабеков [Muhtarhan Kablanbekovics Gyildabekov]; Simkent, 1976. március 19.) olimpiai és világbajnoki ezüstérmes kazak amatőr ökölvívó.

## Eredményei
- 1998-ban aranyérmes szupernehézsúlyban a bangkoki Ázsiai Játékokon.
- 1999-ben ezüstérmes a világbajnokságon szupernehézsúlyban. A döntőben a török Sinan Şamil Samtól kapott ki.
- 2000-ben ezüstérmes az olimpián szupernehézsúlyban. A negyeddöntőben a kubai Alexis Rubalcabát, az elődöntőben az üzbég Rustam Saidovot győzte le, majd a döntőben a brit Audley Harrisontól szenvedett vereséget.
- 2002-ben ezüstérmes szupernehézsúlyban a puszani Ázsiai Játékokon.
- 2006-ban ezüstérmes szupernehézsúlyban a dohai Ázsiai Játékokon.